# Franz Welser-Möst
Franz Welser-Möst (Franz Leopold Maria Möst; født 16. august 1960 i Linz) er en østrigsk dirigent.

## Historie
Welser-Möst blev født som det fjerde barn af forældrene Marilies Möst (politiker) og Franz Möst (læge). Han studerede komposition og violin på Musikgymnasium Linz. Skader fra en alvorlig bilulykke i 1978 afsluttede hans planer om at blive violinist. Han studerede veterinær i München fra 1980 til 1984. Fra 1982 til 1985 var han også direktør for det østrigske ungdomsorkester. Möst fik scenenavnet Welser-Möst i 1984 eller 1985.
Han var dirigent for følgende orkestre:
- Norrköpings Symfoniorkester (1986-1991)
- London Philharmonic Orchestra (1990-1996)
- Opernhaus Zürich (de) (1995-2002; Musikdirektor, Generalmusikdirektor)
- Cleveland_Orchestra (en) (siden 2002)[2]

Den 6. juni 2007 blev han af den østrigske kulturminister, Claudia Schmied, udnævnt til hovedmusikdirektør for Wiener Staatsoper siden 2010.
2011, 2013 og 2023 dirigerede han Wiener Philharmonikernes nytårskoncert.